# Hillia iris
Hillia iris is een vlinder uit de familie uilen (Noctuidae). De wetenschappelijke naam is voor het eerst geldig gepubliceerd in 1839 door Zetterstedt.
De soort komt voor in Europa.